# Corregimiento
El término corregimiento son demarcaciones territoriales para delegar funciones administrativas. Desde la Antigüedad se designaba en el ámbito jurisdiccional para el ejercicio de las funciones propias de un corregidor. Podía estar delegado o auxiliado por su teniente (tenencias).

## Historia
Los corregimientos fueron un sistema de organización territorial propio de la Corona de Castilla durante el reinado de los Austrias. El reino de Castilla llegó a estar dividido en 68 corregimientos que agrupaban a las poblaciones de realengo y a las de órdenes militares. Al frente de cada corregimiento el rey nombraba un corregidor que actuaba como delegado del rey con preeminencia sobre los regimientos de los consejos sobre los que se extendía su jurisdicción. Sus atribuciones eran muy amplias en el campo de lo judicial y de lo gubernativo, encargándose de controlar la actuación de los regidores por medio de la fiscalización de las haciendas locales y la calidad de los abastecimientos, el control de los abusos, la policía, etc. Asimismo, tenía funciones de carácter militar y de mantenimiento del orden público y de la moralidad. Para el cumplimiento de sus competencias contaba con la ayuda de un teniente de corregidor, que solía ser letrado si el corregidor era caballero de capa y espada. 
Jerónimo Castillo de Bobadilla definía de esta manera las funciones de los corregidores:

"...es un magistrado y oficio real que en los pueblos o provincias contiene en sí jurisdicción alta y baja, mero y mixto imperio, por el cual son despachados los negocios contenciosos, castigados los delitos y puestos en ejecución los actos. Trae vara en señal del señorío y cargo que ejerce: es el mayor después del Príncipe en la República que rige".

Las dimensiones de los corregimientos eran muy variables porque no respondían a una planificación homogénea, sino que unían los términos de distintas ciudades y villas -a un solo corregidor le correspondían Guadix, Baza, Almería, Vera, Purchena, Mojácar y otras tres villas, pero, en cambio, Vivero dispone del suyo propio- o, incluso, territorios enteros como Asturias o Vizcaya. Residía en la principal localidad de la circunscripción -así el del Principado de Asturias lo hacía en Oviedo y el de Vizcaya en Bilbao-, pero debía visitar el conjunto. 
Los corregimientos podían coincidir o no con otros tipos de organizaciones territoriales como los partidos, estos con funciones de carácter principalmente fiscales y que agrupaban también a territorios y poblaciones de jurisdicción señorial.
En el Derecho Indiano se designaba con tal nombre a territorios relativamente extensos, donde existía numerosa población indígena y en los cuales un corregidor, nombrado generalmente por la Real Audiencia respectiva, tenía a su cargo la administración de justicia en lo civil y penal, la vigilancia y dirección de las reducciones o pueblos de indígenas y el cobro de los tributos regios. Con las reformas borbónicas, en el siglo XVIII, los antiguos corregimientos (también llamadas provincias) se transformaron en partidos o subdelegaciones.

## Corregimientos históricos

Mapa político mostrando los diversos corregimientos existentes en Cataluña, que sustituyeron las veguerías en 1719. El mapa muestra coloreados los límites de los doce corregimientos y la región del Valle de Arán, sobre la división municipal y comarcal vigente en Cataluña en 2015 para dotarla de un marco de referencia contemporáneo. Además se resaltan las localidades que tenían un alcalde mayor.

#### Castilla
En el territorio de la Corona de Castilla existían corregimientos desde el siglo XIII, siendo las divisiones administrativas de la "Junta General de las Siete Merindades de Castilla Vieja". La primera relación es del 1494 y consta de 64 corregimientos, con un número más elevado en el norte del Tajo donde estaban los municipios más poderosos. Después de los decretos de Nueva Planta promulgados bajo el gobierno de Felipe V (el primer rey Borbón de España), el corregidor fue reemplazado por un intendente. En Castilla existieron los corregimientos hasta 1835, año en el que la administración municipal se reorganizó bajo la reina Isabel II.

#### Aragón
En Aragón, Cataluña y la Comunidad Valenciana, territorios antes bajo la antigua Corona de Aragón, el corregimiento (catalán: Corregiment) sustituyó tras los decretos de Nueva Planta a las veguerías y sobrecollidas, antiguas divisiones administrativas del reino. Sin embargo, los corregimientos desaparecieron en esta zona durante la ocupación francesa de 1808, siendo reemplazados por las divisiones territoriales de los gobernantes militares franceses. Los corregimientos fueron finalmente reemplazados luego de la división territorial de España en 1833.

#### Virreinatos americanos
En los virreinatos indianos existía la figura de corregidor o justicia mayor, que tenían las mismas atribuciones de los de un gobernador pero sin mando militar.
Esta institución llegó a ser muy odiada entre los americanos por la fuerte corrupción que poseían. Esto fue en gran parte por un problema accidental en el sistema de la institución, el cual era que el oficio de corregidor era vendido a un precio que era mayor a los sueldos percibidos. Aquello impulsó a varios corregidores a que extrajeran la mayor cantidad posible de excedentes económicos de las economías locales, para así compensar las perdidas que generaba su oficio. Aquello se hizo mayormente a través del Repartimiento de mercancías. A su vez, se sabe que en varios corregimientos se desarrollaron redes de Nepotismo para favorecer a muchas familias (usualmente de la Nobleza indígena y españoles ricos) en varias disputas legales, en perjuicio del Pueblo llano, y en el peor de los casos, poniendo en conflicto a las clases altas, sobre todo a caciques y burgueses criollos (usurpando las haciendas de un grupo para entregarlas a otros, a cambio de sobornos). Sin embargo, también se reportó múltiples casos de corregidores buenos en su oficio que llegaban a atender los problemas sociales de los indios (a través de nobles y cabildos, sean criollos o indios, preocupados por sus súbditos, así como del clero católico, mayormente jesuita), siendo mencionados en la retórica popular de la época con las proclamas de Viva el rey, muera el mal gobierno, exigiendo mayor supervisión del rey para que hayan más de estos corregidores que correspondían a su legítima misión de la institución en velar por la justicia. Finalmente, durante las Reformas borbónicas, se les reemplazaría con el Intendente, mucho más controlados por la Corona.

#### Capitanía General de Guatemala
El corregimiento de Chiquimula, Totonicapán y Huehuetenango era una división bajo la Audiencia de Guatemala de 1547 a 1678, cuando se reorganizó como Alcaldía mayor.

## Corregimientos modernos
En la actualidad, se conoce a un corregimiento como el territorio jurisdiccional que se corresponde con una división territorial o de poblaciones que no tiene el rango de Municipio.

#### Colombia
En Colombia, de acuerdo a su ordenamiento territorial, los concejos municipales pueden dotar a los núcleos de población alejados o no aglomerado (Centros poblados y veredas) de la cabecera municipal de funciones administrativa a cargo de una Junta Administradora Local (Jal). Esta instancia intermedia lleva el nombre de Corregimiento.  La Jal envían una terna para designar el corregidor.

#### Panamá
En Panamá se aplica a las divisiones que posee un distrito. También a las divisiones que posee la comarca indígena Guna Yala. La comarca Guna de Wargandí es un corregimiento con carácter de comarca. En cada corregimiento la autoridad es el representante de corregimiento quien representa el corregimiento ante el concejo municipal y es elegido por votación popular directa por un período de cinco años.